# Stortjärnen (Leksands socken, Dalarna, 673966-146781)
Stortjärnen är en sjö i Leksands kommun i Dalarna och ingår i Dalälvens huvudavrinningsområde.